# Pol Valera Rovira
Pol Valera Rovira (geboren am 19. August 1998 in La Garriga) ist ein spanischer Handballspieler, der auf der Spielposition im mittleren und linken Rückraum eingesetzt wird.

## Vereinskarriere
Valera begann mit dem Handball in seinem Geburtsort bei Handbol La Garriga. Ab dem Jahr 2017 stand er bei Fraikin BM Granollers unter Vertrag und spielte für diesen in der Liga Asobal. Sein Vertrag mit dem Verein aus Granollers wurde im März 2022 bis 2024 verlängert. Nach der Weltmeisterschaft im Januar 2023 wechselte er zum FC Barcelona, wofür sein alter Verein eine Ablöse in Höhe von 50.000 Euro erhielt.  Sein Vertrag mit dem FC Barcelona lief bis 2026. Sein Debüt für Barcelona bestritt er am 3. Februar 2023 im Ligaspiel gegen seinen ehemaligen Verein. Mit Barcelona gewann er 2023 und 2024 die spanische Meisterschaft. Wegen eines Kreuzbandrisses konnte er von Mai bis Dezember 2024 keine Spiele bestreiten.
Im Sommer 2025 verließ Valera Barcelona vorzeitig und wechselte nach Portugal zum FC Porto.
Mit den Teams aus Granollers und Barcelona nahm er an europäischen Vereinswettbewerben teil. Die EHF Champions League gewann er 2024.

## Auswahlmannschaften
Er stand im Aufgebot spanischer Nachwuchsauswahlmannschaften. Sein erstes Spiel für Spanien absolvierte Valera am 27. Oktober 2016 mit der juvenil selección gegen die Auswahl Polens. Als Jugendnationalspieler wurde er mit der Auswahl Spaniens Zweiter bei der U-19-Weltmeisterschaft in Georgien (2017). Er nahm mit der Juniorennationalmannschaft 2018 an der U-20-Europameisterschaft in Slowenien teil und gewann im Jahr 2019 die Goldmedaille bei der U-21-Weltmeisterschaft in Spanien. In 48 Spielen bis Juli 2019 in den Nachwuchsteams erzielte er 144 Tore.
Seinen ersten Einsatz für die spanische A-Nationalmannschaft hatte er am 4. November 2021 gegen Rumänien. Er gewann mit seinem Team die Goldmedaille bei den Mittelmeerspielen 2022. An einer Weltmeisterschaft nahm er erstmals im Januar 2023 in Polen und Schweden teil.  Mit der spanischen Auswahl zur Weltmeisterschaft 2023 gewann er die Bronzemedaille.

## Privates
Valeras jüngerer Bruder Biel Valera spielt ebenfalls professionell Handball bei BM Granollers in der Liga Asobal.